# Trzeci rząd Janeza Janšy
Trzeci rząd Janeza Janšy – rząd Republiki Słowenii istniejący od 13 marca 2020 do 1 czerwca 2022.
W przedterminowych wyborach parlamentarnych w 2018 najwięcej mandatów uzyskała Słoweńska Partia Demokratyczna (SDS) Janeza Janšy. Mniejszościową koalicję rządową (działającą przy wsparciu socjalistów z Lewicy) zawiązały jednak ugrupowania centrowe i centrolewicowe: Lista Marjana Šarca (LMŠ), Socjaldemokraci (SD), Partia Nowoczesnego Centrum (SMC), Demokratyczna Partia Emerytów Słowenii (DeSUS) i Partia Alenki Bratušek (SAB), które współtworzyły gabinet Marjana Šarca. W styczniu 2020, na skutek kryzysu rządowego wywołanego projektowaną reformą systemu opieki zdrowotnej i rezygnacją ministra finansów, premier Marjan Šarec podał się do dymisji.
Początkowo przewidywano kolejne wybory, jednak po kilku tygodniach negocjacji porozumienie o utworzeniu nowego rządu z Janezem Janšą na czele podpisały SDS, SMC, DeSUS oraz Nowa Słowenia (NSi). 26 lutego prezydent Borut Pahor desygnował lidera demokratów na urząd premiera. 3 marca na tę funkcję powołało go Zgromadzenie Państwowe (za zagłosowało 52 posłów w 90-osobowym gremium), co umożliwiło procedurę tworzenia rządu. Kilka dni później przedstawiono proponowaną listę ministrów. 13 marca parlament większością 52 głosów zatwierdził skład nowego gabinetu, który następnie rozpoczął urzędowanie.
W grudniu 2020 DeSUS opuściła koalicję rządową. W grudniu 2021 SMC połączyła się z partią GAS, tworząc nowe ugrupowanie pod nazwą Konkretno, które pozostało członkiem koalicji. 1 czerwca 2022, po powstaniu rządu Roberta Goloba, gabinet zakończył urzędowanie.

## Skład rządu
- premier: Janez Janša (SDS)
- wicepremier, minister rozwoju gospodarczego i technologii: Zdravko Počivalšek (SMC)
- wicepremier, minister obrony: Matej Tonin (NSi)
- wicepremier: Aleksandra Pivec (DeSUS, do października 2020)
- minister rolnictwa, leśnictwa i żywności: Aleksandra Pivec (DeSUS, do października 2020), Jože Podgoršek (DeSUS, od października 2020)
- minister edukacji, nauki i sportu: Simona Kustec (SMC)
- minister pracy, rodziny, spraw społecznych i równouprawnienia: Janez Cigler Kralj (NSi)
- minister infrastruktury: Jernej Vrtovec (NSi)
- minister spraw wewnętrznych: Aleš Hojs (SDS)
- minister środowiska i zagospodarowania przestrzennego: Andrej Vizjak (SDS)
- minister finansów: Andrej Šircelj (SDS)
- minister kultury: Vasko Simoniti (SDS)
- minister zdrowia: Tomaž Gantar (DeSUS, do grudnia 2020), Janez Poklukar (bezp., od lutego 2021)
- minister administracji publicznej: Boštjan Koritnik (SMC)
- minister spraw zagranicznych: Anže Logar (SDS)
- minister sprawiedliwości: Lilijana Kozlovič (SMC, do maja 2021), Marjan Dikaučič (SMC, od czerwca 2021)
- minister bez teki do spraw rozwoju i europejskiej polityki spójności: Zvone Černač (SDS)
- minister bez teki do spraw diaspory: Helena Jaklitsch (SDS)
- minister bez teki do spraw transformacji cyfrowej: Mark Boris Andrijanič (NSi, od lipca 2021)